# لوتسیان ژلیگفسکی
لوتسیان ژلیگفسکی (انگلیسی: Lucjan Żeligowski; ۱۷ اکتبر ۱۸۶۵ – ۹ ژوئیهٔ ۱۹۴۷) ارتشبد لهستانی و سیاستمدار بود که در جنگ جهانی اول، جنگ لهستان-شوروی، و جنگ جهانی دوم شرکت داشت. او بیشتر برای نقشش در شورش ژلیگفسکی و رهبری کوتاه‌مدتش در جمهوری لیتوانی مرکزی شناخته می‌شود.
وی همچنین برندهٔ جوایزی همچون لژیون دونور (فرمانده)، صلیب جنگ ۱۹۴۵–۱۹۳۹ (فرانسه)، و صلیب دلاوری (لهستان) شده‌است.